# Cayenne Palace
Cayenne Palace je francouzský hraný film z roku 1987, který režíroval Alain Maline. Snímek měl světovou premiéru dne 16. prosince 1987.

## Děj
Noël hledá svého otce v Guyaně. Équateur, majitel hotelu Cayenne, údajně turistický průvodce, je ve skutečnosti překupníkem lidí a pasákem. Po honičce v lese ho Noël zabije.

## Obsazení
| Richard Berry     | Noël        |
| Jean Yanne        | Équateur    |
| Xavier Deluc      | Mathieu     |
| Olivia Brunaux    | Alice       |
| Anna Karina       | Lola        |
| Claude Brosset    | Gonfaron    |
| Laurent Chong Sit | Wayapi      |
| Éric Denise       | La Fayette  |
| Claude Koch       | Rodowsky    |
| Jean-Roger Milo   | Lionel      |
| Philippe Clair    | José Morgan |